# Larisa Fricónida

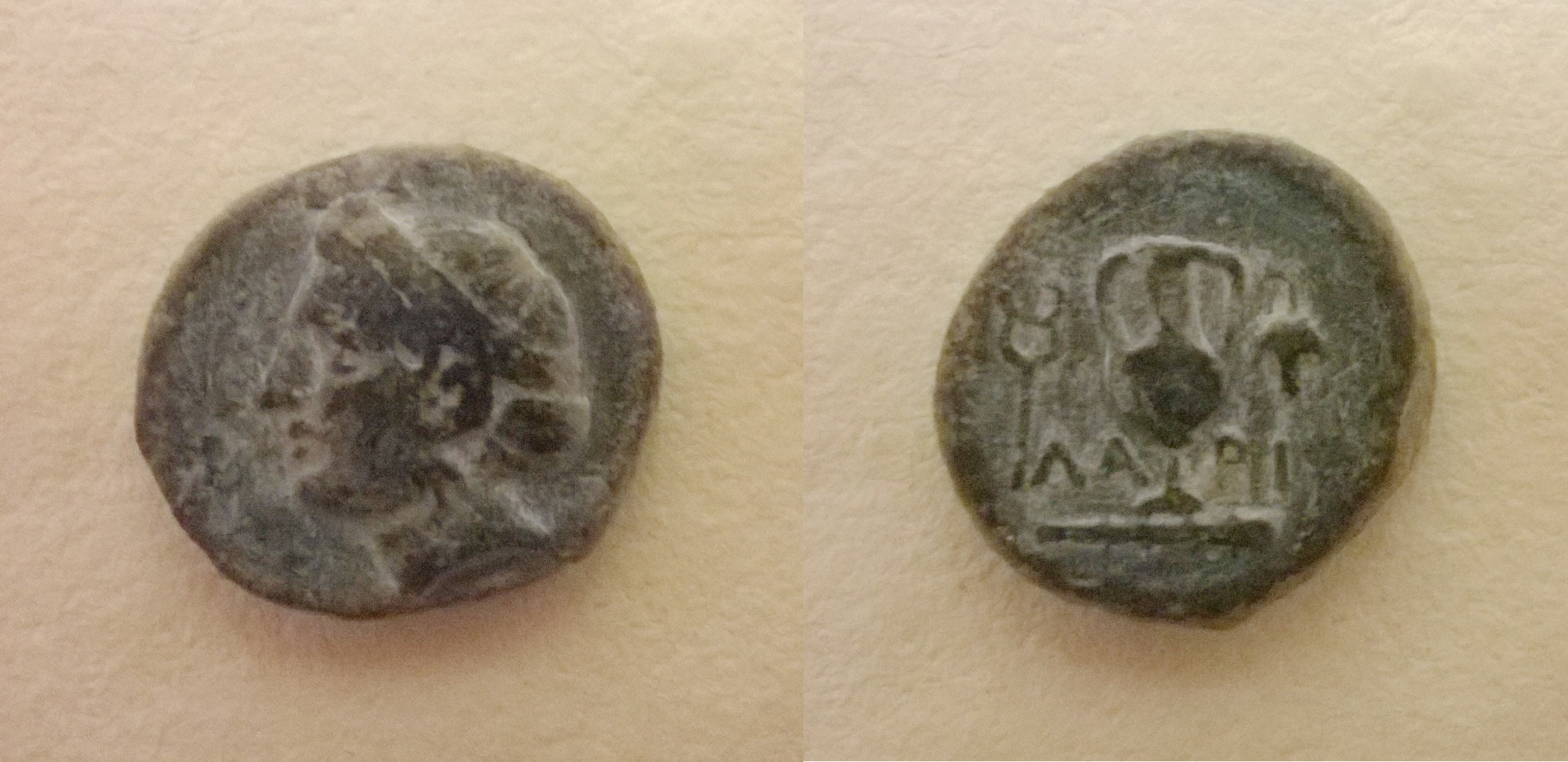
Monedas provenietes de Larisa Fricónida

Larisa Fricónida (en griego; Λήρισαι, Λάρισα) era una antigua colonia griega de Eólida.
Heródoto la menciona con el nombre de Lerisas, entre las primitivas ciudades eolias. Según la tradición, los fundadores de Cime cuando llegaron a Eólida después de la guerra de Troya encontraron en la zona a pelasgos que vivían en Larisa, y tras levantar la fortaleza de Neontico, tomaron Larisa y fundaron Cime. Estos fundadores procedían del monte Fricio, en Lócride, por ello tanto a Cime como a Larisa se les llama «Fricónida».
Es dudoso si se trata de la misma Larisa que es mencionada por Homero en el catálogo de los troyanos de la Ilíada que estaba habitada por pelasgos. Estrabón sí era partidario de que la mencionada por Homero era esta Larisa de Eólida situada cerca de Cime ya que en otro pasaje de la Ilíada se dice que Hipótoo, que luchó en Troya, murió lejos de Larisa, y por tanto no sería lógico que Homero se refiriera a otra ciudad llamada Larisa de Tróade, que estaba cerca de Troya.
El rey Ciro dio las ciudades de Larisa y Cilene a los soldados egipcios hacia el año 546 a. C. y sus descendientes continuaron viviendo en estas ciudades, por eso la ciudad de Larisa es citada por Jenofonte con el epíteto de «Egipcia». Fue sitiada por un ejército bajo el mando del espartano Tibrón en torno al año 400 a. C., que había acudido a la zona para tratar de liberar las colonias griegas del dominio persa. Este ordenó excavar un pozo y una galería subterránea para cortar el agua a la ciudad, pero los defensores realizaban salidas contra sus atacantes y arrojaban maderas y piedras al pozo. Finalmente el ejército de Tibrón no consiguió tomar Larisa, así que los éforos lo enviaron primero a Caria y luego lo relevaron por Dercílidas.
En época de Estrabón, que la sitúa a setenta estadios de Cime y a treinta de Neontico, estaba desierta.
Sus ruinas se encuentran a 28 km al norte de Esmirna, en una colina vecina a la localidad actual de Buruncuk (Turquía).